# Matrice delle covarianze
In statistica multivariata e in probabilità, la matrice delle covarianze (o matrice di varianza e covarianza) si indica di solito con {\displaystyle \Sigma } ed è una generalizzazione della covarianza al caso di dimensione maggiore di due. Essa è una matrice che rappresenta la variazione di ogni variabile rispetto alle altre (inclusa se stessa). È una matrice simmetrica. 

## Statistica
Sia data una popolazione di {\displaystyle n} elementi su cui sono rilevati {\displaystyle k} caratteri quantitativi {\displaystyle X_{i}}. Cioè ogni {\displaystyle X_{i}} con {\displaystyle i=1,\dots ,k} è un vettore di {\displaystyle n} elementi, indicati con  {\displaystyle x_{hi}} con {\displaystyle h=1,\dots ,n}. L'elemento {\displaystyle x_{hi}} rappresenta quindi la modalità dell'{\displaystyle h}-esima unità statistica rispetto al carattere {\displaystyle X_{i}}. La matrice delle covarianze ha dimensione {\displaystyle k\times k} e ogni elemento è definito come
{\displaystyle \sigma _{ij}^{2}={\frac {1}{n}}\sum _{h=1}^{n}(x_{hi}-\mu _{i})(x_{hj}-\mu _{j}),}
dove {\displaystyle \mu _{i}} indica la media del carattere {\displaystyle X_{i}}.

### Significato dei valori
Ogni elemento sulla diagonale {\displaystyle \sigma _{ii}^{2}} è la varianza del carattere {\displaystyle X_{i}} ed è quindi sempre un valore non negativo. Ogni elemento {\displaystyle \sigma _{ij}^{2}} (con {\displaystyle i\neq j}) è la covarianza tra i caratteri {\displaystyle X_{i}} e {\displaystyle X_{j}}. Nel caso in cui questo valore sia positivo, significa che al crescere di un carattere, cresce anche l'altro. Nel caso in cui questo valore sia negativo, accade il contrario. Se i caratteri sono statisticamente indipendenti, questo valore è {\displaystyle 0} (l'implicazione inversa non è necessariamente verificata).

### Applicazioni
Oltre al significato statistico che possiamo dedurre dai termini, la matrice delle covarianze è un parametro della funzione gaussiana, nella statistica multivariata. Spesso in sua vece si utilizza la sua inversa, detta matrice di precisione.
Può inoltre essere d'ausilio alla riduzione delle features, tramite l'analisi delle componenti principali (PCA).